# Карбованець Райхскомісаріату Україна
Карбованець Райхскомісаріату Україна (нім. karbowanez) — грошова одиниця Райхскомісаріату Україна Третього Рейху в 1942–1944 роках.

## Емісія
Протягом 1941 — початку 1942 рр. на українським землях запроваджувалися так звані окупаційні марки, якими виплачували заробітну платню солдатам.
У 1941 році для України було випущено пробні банкноти у звичних для населення номіналах — рублях і червінцях, але через помилки в оформленні до масового випуску так і не перейшли.
Продовження війни вимагало дедалі більшого залучення до економічної системи Третього Рейху сировинних ресурсів, сільськогосподарської продукції, робочої сили з окупованих територій, для чого необхідно було наповнити ринок грошовою масою (лінія фронту всередині Радянського Союзу стала на заваді завезення в УРСР радянських грошей). Не в останню чергу нові гроші мали демонструвати «любов» окупантів до «звільненого» народу, тому на нових грошах було позначення номіналу українською мовою, а зображеннями слугували портрети типових українців.
Навесні 1942 року, в столиці заснованого райхскомісаріату України — місті Рівне — був утворений Центральний емісійний банк, який 1 липня цього ж року випустив в обіг власні грошові знаки — рейхкарбованці (1 карбованець прирівнювався до 1 рубля, 10 карбованців — до 1 райхсмарки) номіналом в «1», «2», «5», «10», «20», «50», «100», «200» і «500 карбованців» (на усіх стоїть дата емісії «10 березня 1942»). Поруч — текст німецькою мовою і орел зі свастикою. На зворотній стороні — написи, продубльовані на німецькій і українській мовах, у тому числі і така: «фальшування грошевих знаків карається тяжкою тюрмою».
Усі банкноти друкували в Берліні на високоякісному папері із водяними знаками.
Банкноти номіналом 2 карбованці не були введені в обіг; потяг, яким з Німеччини доставляли серію цих банкнот, був пущений з рейок партизанами і підпалений. Нині спільноті колекціонерів відомі лише кілька штук банкнот 2 рейхкарбованці.
Банкноти випущені Центральним емісійним банком Україна м. Рівне знаходилися в обігу до жовтня 1944 року. Всього, станом на 1 січня 1944 р. було пущено в обіг банкнот на загальну суму 1195 млн рейхкарбованців.

### Пробна монета
Відома єдина пробна монета Райхскомісаріату зі сталі номіналом 50 копійок. Через швидке знецінення карбованця монета ніколи не надійшла в обіг, але її дизайн був надалі використований для перших пфенігів Східної Німеччини.

### Грошовий обіг на окупованій територіїУРСР
Як і в багатьох окупованих країнах Європи, так і на захопленій території СРСР, німецька влада зберегла за національною валютою — радянським рублем — силу законного платіжного засобу нарівні з окупаційними марками. Офіційний курс при цьому був встановлений у співвідношенні 1 карбованець = 1 рубль, 10 карбованців = 1 райхсмарці. Очевидно, що курс був штучно занижений, бо на початку 1941 року офіційний курс утримувався на рівні 2 рублі за 1 марку.
Згідно із спеціальною постановою, населенню райхскомісаріату було запропоновано до 25 липня 1942 року обміняти радянські купюри від 5-рублевого номіналу і вище на карбованці. Монети і казначейські білети СРСР номіналом «1 рубль» (з шахтарем) та «3 рублі» (з бійцями-червоноармійцями) залишились в обігу як дрібні купюри. При цьому в постанові наголошувалось, що «банкноти будуть вилучені без повернення з обміну якщо не буде доказів, що вони придбані законно», у зв'язку з цим багато власників великих сум в червінцях просто не знали, як підступитися до обмінного бюро. Насторожувало і те, що обмінювалися на готівку лише купюри в 5 рублів і 1 червінець, а при обміні купюр в 3, 5 і 10 червінців «нові гроші» на руки не видавалися, а зараховувалися на безвідсотковий «рахунок заощаджень». Тобто в принципі це була відкрита конфіскація радянських грошей.
Після «обміну» в Україні залишилися в обігу: карбованці, радянські грошові знаки номіналом в 1 і 3 рублі, радянська розмінна монета номіналами 10 копійок і вище, окупаційні райхсмарки і монети в 1, 2, 5, 10, 50 пфенігів, а також 1, 2 та 5 марок. При цьому карбованці були в обігу виключно на території райхскомісаріату Україна і ніде більше.
Окрім цього, в обігу застосовувались німецькі рентенмарки емісії 1923-1937 рр. номіналами від 1 до 1000 марок; державні банкноти (рейхбанкноти) випуску 1924-1942 рр. номіналами від 5 до 1000 рейхмарок.
На території, що перебували під безпосереднім управлінням військової адміністрації (Лівобережжя, Донбас, Крим), використовувалися спеціально випущені у 1940-1942 рр. допоміжні платіжні засоби номіналами 1, 5, 10 та 50 рейхспфеннігів 1 та 2 рейхсмарки. У 1944 р. виготовлено розрахункові білети військового командування номіналом 1, 5, 10 та 50 рейхсмарок.
Всі ціни на окупованій території України вказувалися в карбованцях, під якими розумілися як радянські рублі, так і, власне, карбованці. Наприклад, у середині 1942 року квиток на футбольний «Матч смерті» в Києві коштував 5 крб., квиток в харківський зоопарк — 1-3 крб., кілограм хліба на ринках Східної України — 100-170 крб., обід (перше, друге, ерзац-какао) у приватному кафе — 25-60 крб.
Оскільки радянський рубль ходив по обидві сторони фронту, а курс рейхсмарки німцями був штучно завищений (і, відповідно, рубля занижений), ціни на радянській стороні були нижче, ніж на німецькій. Це означало, що при звільненні будь-якого міста від окупантів ціни на місцевому ринку знижувалися, іноді в 2-3 рази, що позитивно сприймалося населенням.

### Вилучення з обігу
Швидке знецінення карбованців почалося в 1944 році під час наступу Червоної Армії. Приблизно тоді ж сталася і масова відмова від окупаційних райхсмарок курс яких на «чорному ринку» став нестримно падати. За свідченням сучасників, — щойно лінія фронту при відступі німецьких військ просувалась ближче до великих міст — населення переставало приймати рейхкарбованці при купівлі-продажу.

На звільнених територіях рейхкарбованці одразу ж анулювувались і не приймались, як при торгівлі, так і при обміні валют, тому на руках у населення залишилась велика кількість банкнот з яким не було чого робити. Через це нині вартість на рейхскарбованці в осередку колекціонерів доволі низька.

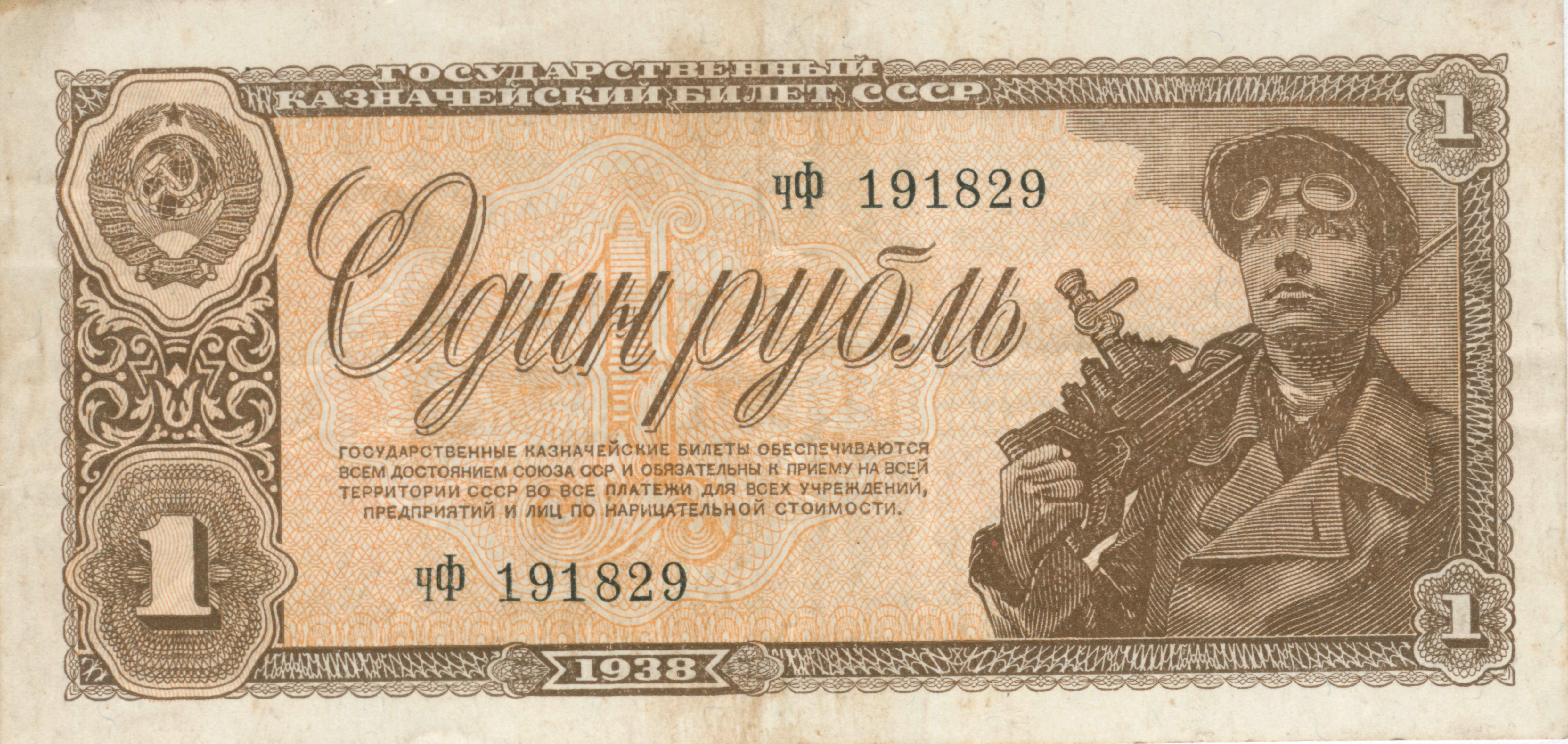
Був в реальному обігу увесь час окупації
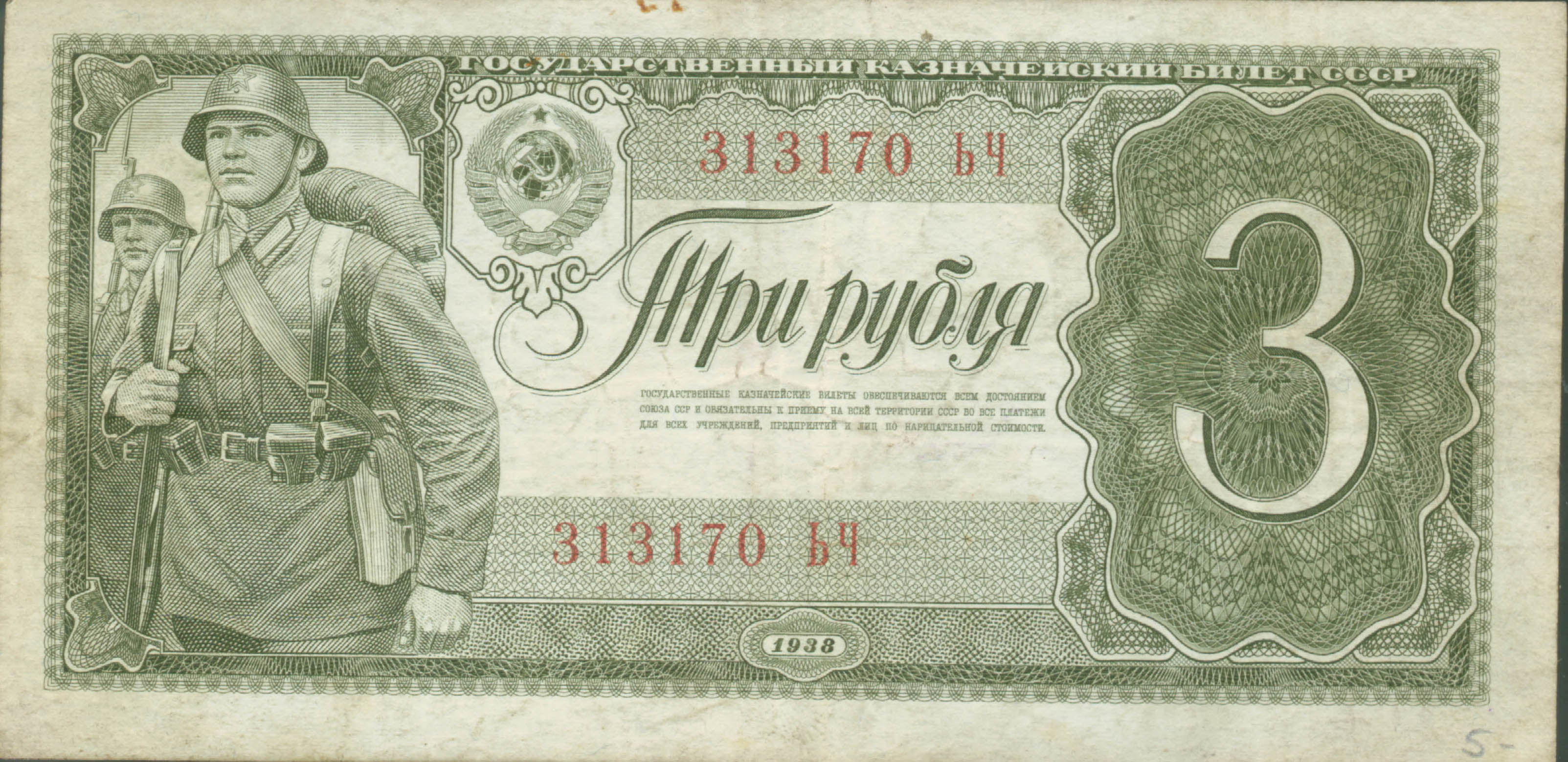
Був в реальному обігу увесь час окупації
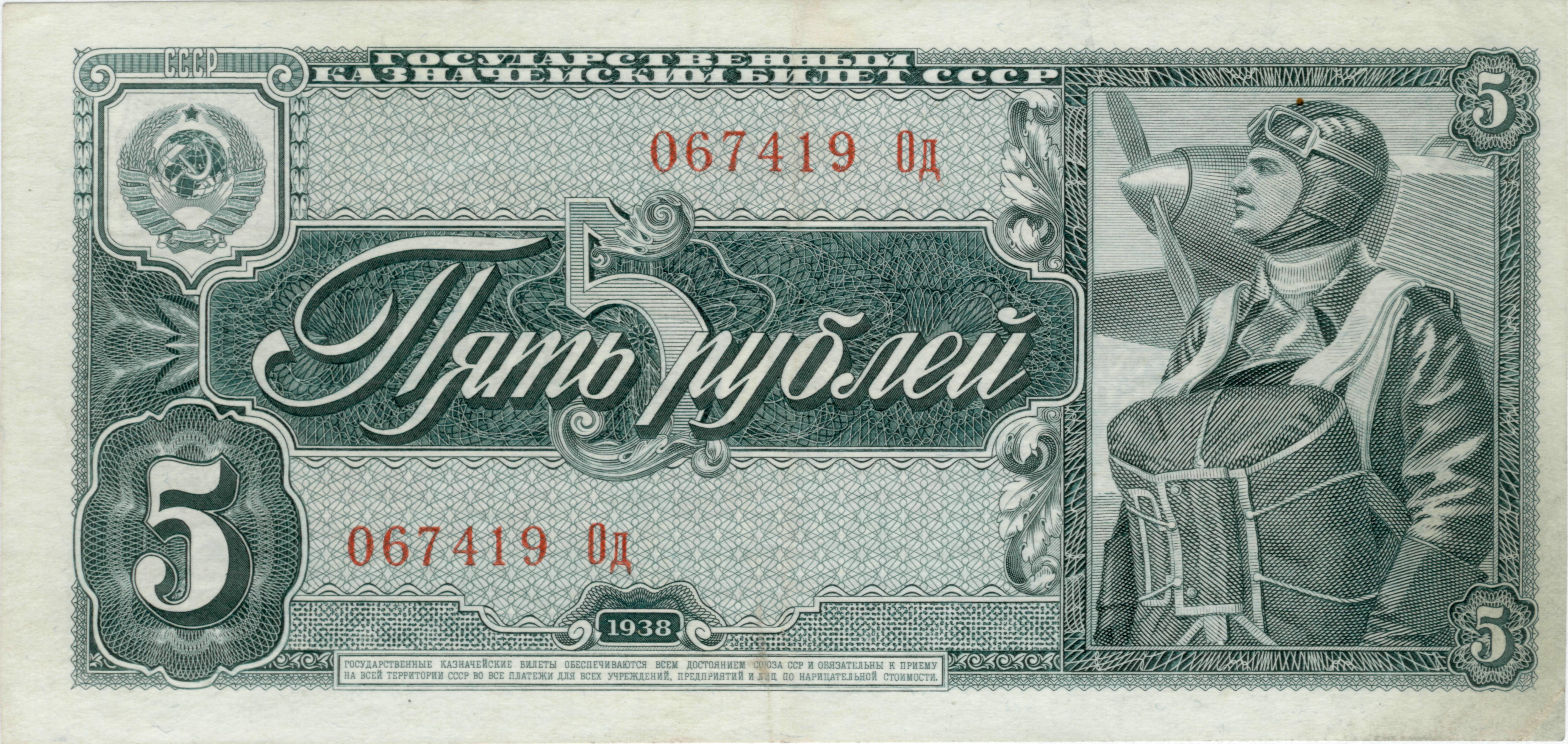
До 25 липня 1942 усюди; пізніше на чорному ринку і в тилу вермахту
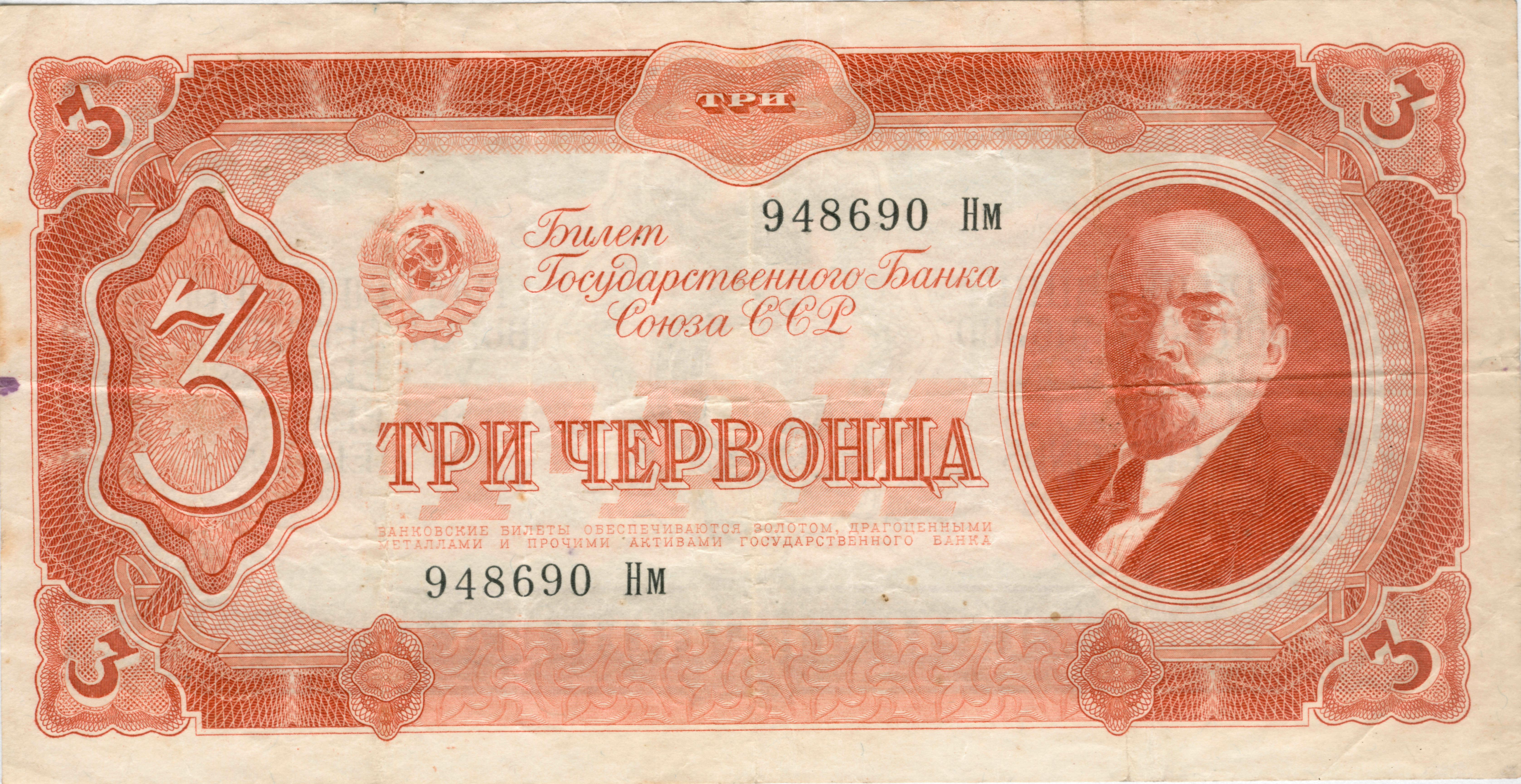
25 липня 1942 усюди; пізніше на чорному ринку і в тилу вермахту

## Серія1942–1943
Купюри були надруковані в нацистській Німеччині. Дизайн карбованців розроблений в темі «щасливе українське населення».
Банкнота номіналом 2 карбованці «Центральний емісійний банк України Рівне», випущена в Німеччині 10 березня 1942 року під час німецької окупації України в період Другої Світової війни на сьогодні є найрідкіснішою з усієї окупаційної серії.
Одна з версій причини рідкості купюри свідчить, що потяг, який віз в Україну з Німеччини надрукований тираж, був пущений під відкіс партизанами, і увесь тираж номіналу 2 карбованці був знищений.
| Банкноти серії 1942 року        | Банкноти серії 1942 року | Банкноти серії 1942 року | Банкноти серії 1942 року | Банкноти серії 1942 року            | Банкноти серії 1942 року | Банкноти серії 1942 року | Банкноти серії 1942 року | Банкноти серії 1942 року | Банкноти серії 1942 року |
| Зображення                      | Зображення               | Номінал (в карбованцях)  | Розміри                  | Основний колір                      | Опис | Опис | Опис                     | Дата                     | Дата                     |
| Аверс                           | Реверс                   | Номінал (в карбованцях)  | Розміри                  | Основний колір                      | Аверс | Реверс | Водяний знак             | початку друку            | вилучення з обігу        |
| ------------------------------- | ------------------------ | ------------------------ | ------------------------ | ----------------------------------- | --- | --- | ------------------------ | ------------------------ | ------------------------ |
|                                 |                          | 1                        | 93 × 48 мм               | Оливково-коричневий*                | Під визначенням номіналу німецькою мовою: Рівне, дата початку емісії, «Центральний емісійний банк Україна», підпис керуючого, печатка банку та імперський орел. З лівої сторони німецькою мовою вертикальне повторення номіналу. З правої сторони портрети щасливих людей з народу | Написи німецькою зверху вниз і українською знизу вверх: «Центральний емісійний банк Україна» прописом номінал купюри «Фальшування карається тяжкою тюрмою». В центрі крупним шрифтом і в 4-х кутах дрібним шрифтом номінал цифрами | «сітка», на 50 — «гриби» | 1943                     | кінець 1944              |
|                                 |                          | 2 Хлопчик                | 120 × 55 мм ?            | Сіро-бузковий                       | Під визначенням номіналу німецькою мовою: Рівне, дата початку емісії, «Центральний емісійний банк Україна», підпис керуючого, печатка банку та імперський орел. З лівої сторони німецькою мовою вертикальне повторення номіналу. З правої сторони портрети щасливих людей з народу | Написи німецькою зверху вниз і українською знизу вверх: «Центральний емісійний банк Україна» прописом номінал купюри «Фальшування карається тяжкою тюрмою». В центрі крупним шрифтом і в 4-х кутах дрібним шрифтом номінал цифрами | «сітка», на 50 — «гриби» | квітень 1942             | кінець 1944              |
|                                 |                          | 5 Дівчинка               | 130 × 60 мм              | Помаранчево-коричневий з фіолетовим | Під визначенням номіналу німецькою мовою: Рівне, дата початку емісії, «Центральний емісійний банк Україна», підпис керуючого, печатка банку та імперський орел. З лівої сторони німецькою мовою вертикальне повторення номіналу. З правої сторони портрети щасливих людей з народу | Написи німецькою зверху вниз і українською знизу вверх: «Центральний емісійний банк Україна» прописом номінал купюри «Фальшування карається тяжкою тюрмою». В центрі крупним шрифтом і в 4-х кутах дрібним шрифтом номінал цифрами | «сітка», на 50 — «гриби» | квітень 1942             | кінець 1944              |
|                                 |                          | 10 Селянка               | 150 × 68 мм              | Червоно-коричневий*                 | Під визначенням номіналу німецькою мовою: Рівне, дата початку емісії, «Центральний емісійний банк Україна», підпис керуючого, печатка банку та імперський орел. З лівої сторони німецькою мовою вертикальне повторення номіналу. З правої сторони портрети щасливих людей з народу | Написи німецькою зверху вниз і українською знизу вверх: «Центральний емісійний банк Україна» прописом номінал купюри «Фальшування карається тяжкою тюрмою». В центрі крупним шрифтом і в 4-х кутах дрібним шрифтом номінал цифрами | «сітка», на 50 — «гриби» | квітень 1942             | кінець 1944              |
|                                 |                          | 20 Коваль                | 165 × 75 мм              | Оливково-фіолетовий*                | Під визначенням номіналу німецькою мовою: Рівне, дата початку емісії, «Центральний емісійний банк Україна», підпис керуючого, печатка банку та імперський орел. З лівої сторони німецькою мовою вертикальне повторення номіналу. З правої сторони портрети щасливих людей з народу | Написи німецькою зверху вниз і українською знизу вверх: «Центральний емісійний банк Україна» прописом номінал купюри «Фальшування карається тяжкою тюрмою». В центрі крупним шрифтом і в 4-х кутах дрібним шрифтом номінал цифрами | «сітка», на 50 — «гриби» | квітень 1942             | кінець 1944              |
|                                 |                          | 50 Шахтар                | 173 × 85 мм              | Зелений*                            | Під визначенням номіналу німецькою мовою: Рівне, дата початку емісії, «Центральний емісійний банк Україна», підпис керуючого, печатка банку та імперський орел. З лівої сторони німецькою мовою вертикальне повторення номіналу. З правої сторони портрети щасливих людей з народу | Написи німецькою зверху вниз і українською знизу вверх: «Центральний емісійний банк Україна» прописом номінал купюри «Фальшування карається тяжкою тюрмою». В центрі крупним шрифтом і в 4-х кутах дрібним шрифтом номінал цифрами | «сітка», на 50 — «гриби» | квітень 1942             | кінець 1944              |
|                                 |                          | 100 Робітник             | 179 × 93 мм              | Синьо-блакитний                     | Під визначенням номіналу німецькою мовою: Рівне, дата початку емісії, «Центральний емісійний банк Україна», підпис керуючого, печатка банку та імперський орел. З лівої сторони німецькою мовою вертикальне повторення номіналу. З правої сторони портрети щасливих людей з народу | Написи німецькою зверху вниз і українською знизу вверх: «Центральний емісійний банк Україна» прописом номінал купюри «Фальшування карається тяжкою тюрмою». В центрі крупним шрифтом і в 4-х кутах дрібним шрифтом номінал цифрами | «сітка», на 50 — «гриби» | квітень 1942             | кінець 1944              |
|                                 |                          | 200 Селянка              | 182 × 98 мм              | Коричнево-оливковий                 | Під визначенням номіналу німецькою мовою: Рівне, дата початку емісії, «Центральний емісійний банк Україна», підпис керуючого, печатка банку та імперський орел. З лівої сторони німецькою мовою вертикальне повторення номіналу. З правої сторони портрети щасливих людей з народу | Написи німецькою зверху вниз і українською знизу вверх: «Центральний емісійний банк Україна» прописом номінал купюри «Фальшування карається тяжкою тюрмою». В центрі крупним шрифтом і в 4-х кутах дрібним шрифтом номінал цифрами | «сітка», на 50 — «гриби» | квітень 1942             | кінець 1944              |
|                                 |                          | 500 Науковець            | 186 × 104 мм             | Фіолетово-пурпуровий*               | Під визначенням номіналу німецькою мовою: Рівне, дата початку емісії, «Центральний емісійний банк Україна», підпис керуючого, печатка банку та імперський орел. З лівої сторони німецькою мовою вертикальне повторення номіналу. З правої сторони портрети щасливих людей з народу | Написи німецькою зверху вниз і українською знизу вверх: «Центральний емісійний банк Україна» прописом номінал купюри «Фальшування карається тяжкою тюрмою». В центрі крупним шрифтом і в 4-х кутах дрібним шрифтом номінал цифрами | «сітка», на 50 — «гриби» | квітень 1942             | кінець 1944              |
| *— традиційний колір для рублів |                          |                          |                          |                                     | | |                          |                          |                          |